# Ragnar Ekström (politiker)
Klas Ragnar Ekström (i riksdagen kallad Ekström i Djupdalen), född den 26 januari 1905 i Björkviks församling, död där den 24 januari 1986, var en svensk lantbrukare och socialdemokratisk politiker. 
Ekström var ledamot av Sveriges riksdags andra kammare 1949–1968 i valkretsen Södermanlands län. Han var även landstingsman (från 1947). Ekström satt också i kyrkofullmäktige i Björkviks församling och kommunfullmäktige i Björkviks landskommun . Han blev ordförande för Björkviks sparbank 1957 och för Södermanl läns centralsjukhus 1962. Han var även ordförande i lönenämnden och byggnadsnämnden samt ledamot i kommunalnämnden, lantbruksnämnden, Hushållningssällskapets förvaltningsutskott och skogsvårdsstyrelsen.